# رودني هيكس
رودني هيكس (بالإنجليزية: Rodney Hicks)‏ هو ممثل أمريكي، ولد في 28 مارس 1974 في الولايات المتحدة.

## وصلات خارجية
- رودني هيكس على موقع IMDb (الإنجليزية)
- رودني هيكس على موقع ميوزك برينز (الإنجليزية)
- رودني هيكس على موقع قاعدة بيانات برودواي على الإنترنت (الإنجليزية)
- رودني هيكس على موقع قاعدة بيانات الفيلم (الإنجليزية)